# Obersturmbannführer
Obersturmbannführer var en paramilitær rang i Nazistpartiet brugt af både SA og SS. Det blev skabt i maj 1933 til at udfylde behovet for en ekstra feltofficer over Sturmbannführer efterhånden som SA udvikledes. Det blev en SS rang på samme tid. Oversat betyder det: "Seniorangrebsenhedsleder". Obersturmbannführer var underlagt Standartenführer og var sammenlignelig med Oberstløjtnant i den tyske hær.
Blandt de mere kendte indehavere af titlen Obersturmbannführer var Rudolf Höß og Adolf Eichmann. Höss var kommandant for den berygtede koncentrationslejr Auschwitz, mens Eichmann normalt anses for at være en af hovedarkitekterne bag die endlösung hvor Auschwitz kom til at spille en central rolle.